# Філофей (Лещинський)
Філофей (в миру Рафаїл Богуславович Лещинський; *1650, Кролевець — †31 травня 1727, Тюмень) — український релігійний діяч, єпископ Російської православної церкви, митрополит Сибірський і Тобольський. Православний місіонер у Китаї.
Канонізований як святитель; за московським звичаєм, пам'ять відзначається у числі Собору Сибірських святих 10 липня за юліанським календарем.

## Біографія

### Походження
Народився в 1650 році в Україні в дворянській сім'ї. За деякими даними був сином князя Богуслава Рафаловича Лещинського і принцеси Анни фон Денхоф, проте його походження від князя Богуслава Лещинського, великого коронного підскарбія Польського королівства і коронного підканцлера, поляка і католика, не є правдоподібним. Навряд чи, син князя і принцеси, потомствених католиків, представників правлячої еліти Польщі, вступив би в православну бурсу, а потім служив простим священиком у православному приході в Києві. Це був би скандал на всю Річ Посполиту.

### Освіта і священство
Виховання і освіту здобув у Києво-Могилянській академії. Після закінчення навчання одружився і кілька років служив парафіяльним священиком, але, після смерті дружини, вступив до Києво-Печерської Лаври, де постригся в чернецтво. «За рідкісне благочестя особливу досвідченість і розпорядливість в справах» через деякий час був обраний економом Лаври. Згодом був зведений на пост намісника Брянсько-Свенського монастиря зі званням — за одними відомостями архімандрита, а за іншими будівничого, при цьому від обов'язків економа Лаври звільнений не був.

### Єпископське служіння
Для виконання указу царя Петра I від 18 червня 1700 р., 4 січня 1702 р. був посвячений у Великому Новгороді в митрополита Тобольського і Сибірського і направлений в Тобольськ разом з кількома вченими ченцями. Хіротонію здійснювали митрополит Стефан (Яворський), святитель Димитрій Ростовський, і митрополит Лаодикійський Парфеній (Небоза).
Тобольська митрополія на той момент простягалася із заходу на схід від Уральських гір до Тихого океану і з півночі на південь від Північного Льодовитого Океану до Киргизьких степів і Даурії (землі, підлеглі китайському імператору). Таким чином, протяжність ввіреної Філофею єпархії становила близько 10 000 верст в довжину і 3000 в ширину (окрема єпархія для Східного Сибіру була заснована лише в 1721 році, за остаточного відправлення Лещинського у відставку). Всі функції управління він, за винятком короткого періоду з 1707 по 1714 роки, здійснював особисто без помічників (в силу їх відсутності).
В 1703 році Лещинський домігся від Петра I дозволу на відкриття в Тобольську першої в Сибіру слов'яно-руської парафіяльної школи (на той момент подібні школи існували тільки в Києві, Москві, Чернігові та Ростові).

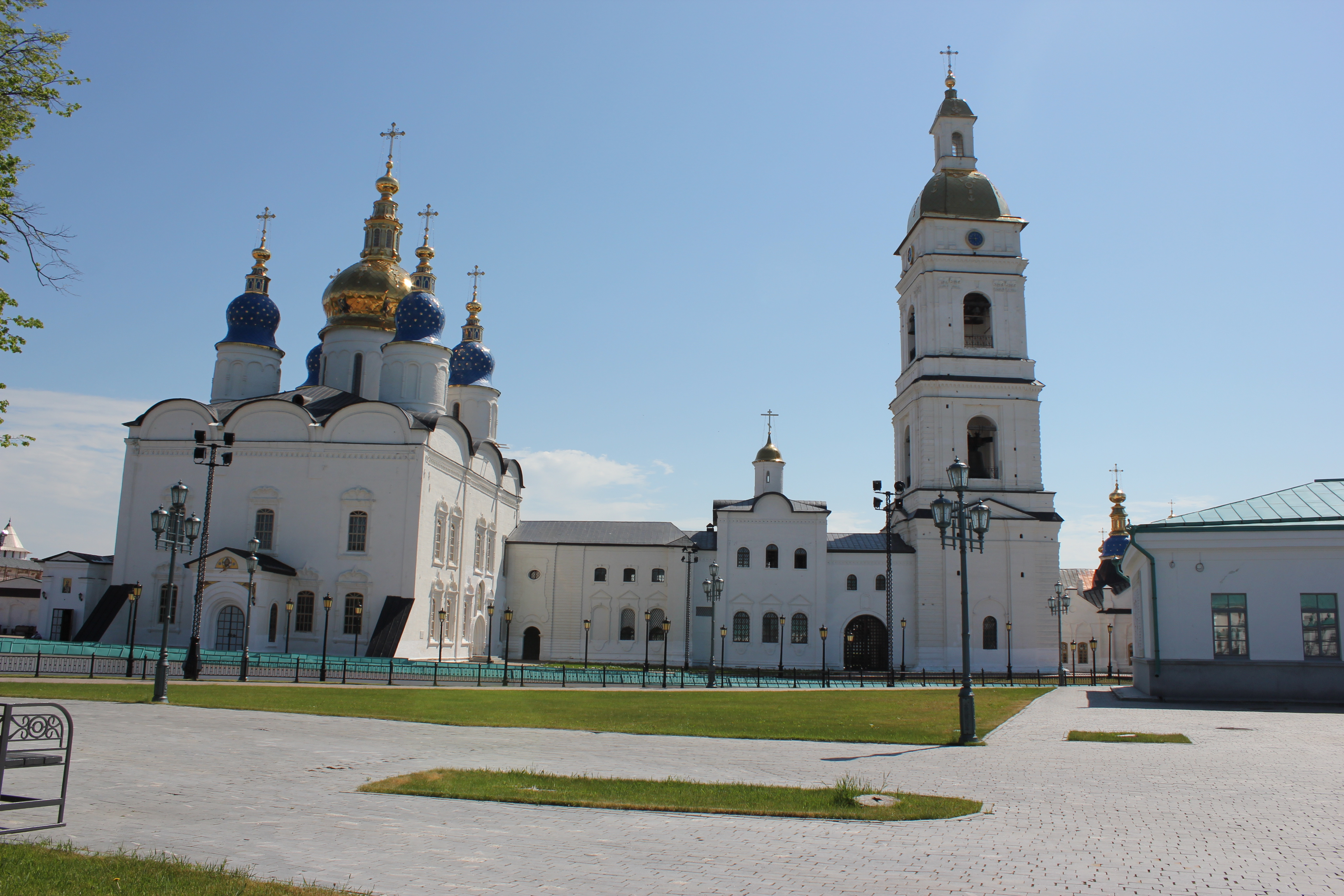
Софіївський Собор у Тобольську

Вже до 1704 р. Філофей Лещинський розширив Софійський собор у Тобольську, а в самому соборі створив різьблений іконостас. У тому ж році Лещинський заснував перший церковний хор з засланих до Сибіру козаків.
З 1705 Лещинський почав поширення православ'я в Сибіру — під керівництвом архімандрита Мартіна ним була спрямована перша місія на Камчатку, проте це починання не було успішним. У 1706 році за указом царя Лещинський направив місіонерів для хрещення остяцьких племен, проте і в цьому випадку особливих успіхів не було.
З 1711 по 1715 рр., прийнявши схиму, Філофей, будучи на сьомому десятку, особисто займався місіонерською діяльністю серед племен єпархії, послідовно знищуючи предмети язичницьких культів і проповідуючи православ'я, в чому досяг успіху.
У 1715 році у зв'язку зі смертю Йоана Максимовича на Лещинського царським указом знову були покладені обов'язки з управління єпархією. В 1717 році Філофей повернувся до Тобольська, проте не відійшов від місіонерських справ і особисто хрестив кілька остяцьких племен.
Преосвященнійший Філофей управляв єпархією аж до 1720 року, коли був неохоче відпущений Петром I на пенсію. З цього моменту і до кінця життя Лещинський продовжував проповідувати православ'я.

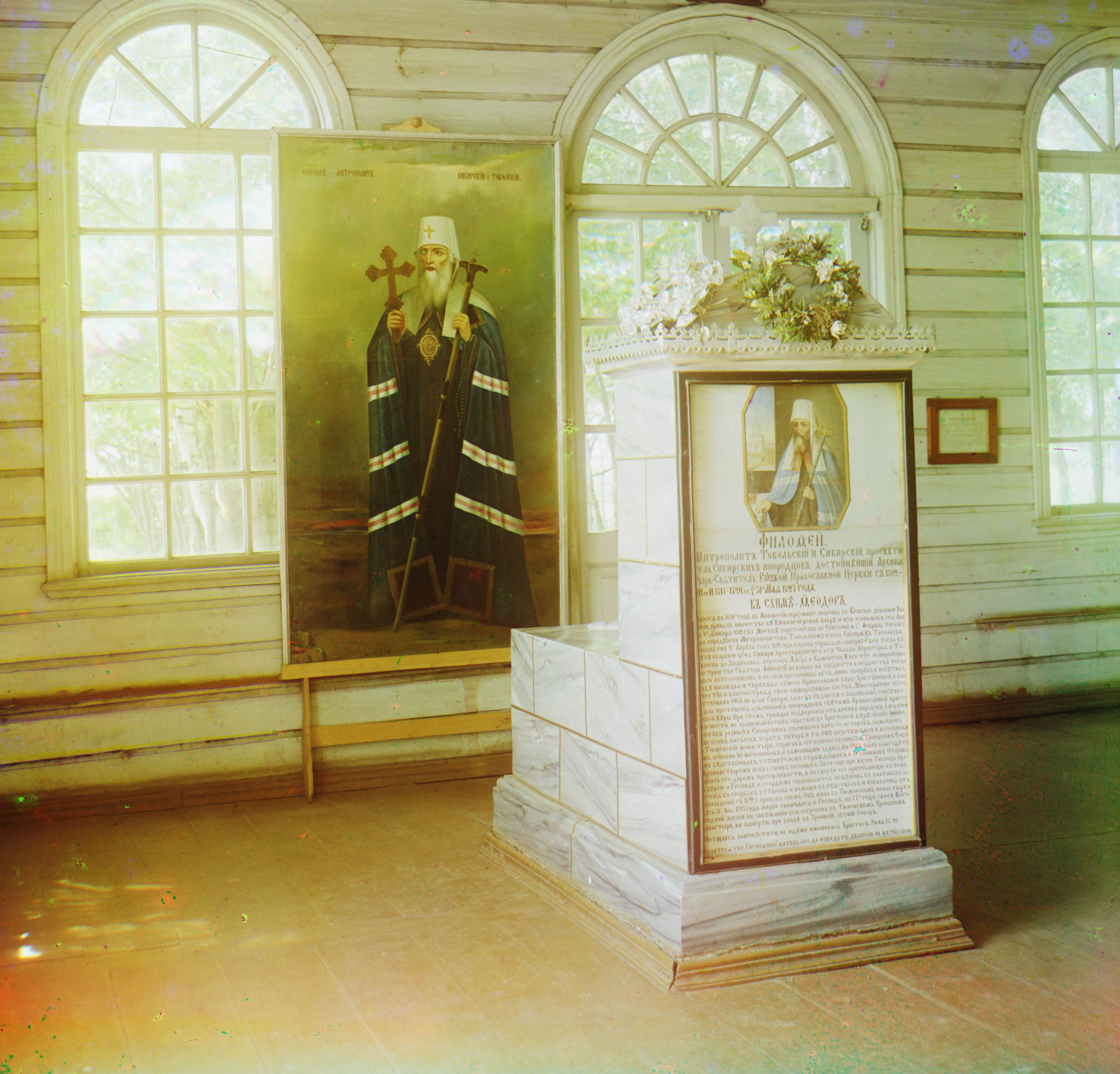
Могила митрополита Філофея в Троїцькому монастирі

Філофей Лещинський помер 31 травня 1727 в Тюменському Троїцькому монастирі, де і був похований напроти входу в собор. Пізніше над його могилою було влаштовано мармуровий надгробок і поміщений його портрет.

## Результати діяльності
За 25-річний період перебування Філофея Лещинського митрополитом Тобольским кількість церков в Сибіру зросла з 160 до 448, у будівництві 37 з них він брав особисту участь.
Лещинський відновив (побудував) знищений пожежею Свято-Троїцький монастир у Тюмені (перший кам'яний монастир в Сибіру), для чого попросив у Петра I спеціального дозволу, оскільки в той момент будівництво кам'яних споруд в Московії за межами Санкт-Петербурга було суворо заборонено царським указом під страхом конфіскації і каторги.
Стараннями Лещинського православній церкві були виділені значні землі в Сибіру для поліпшення її економічного становища та знято багато бюрократичних перепон, які заважали вільному пересуванню духовенства при проїздах по Сибіру.